# Nieuwe Marendalgroeve
De Nieuwe Marendalgroeve, Nieuwe Marendaalgroeve, Nieuwe Maarendalgroeve of Groeve Marendal-nieuw is een verdwenen Limburgse mergelgroeve in Nederlands Zuid-Limburg in de gemeente Maastricht. De groeve lag in de oostelijke dalwand van het Jekerdal en op de westelijke helling van de Sint-Pietersberg en het Plateau van Caestert. De groeve lag onder het ENCI-bos totdat een deel van dit bos werd gekapt en eronder de kalksteen werd weggegraven.
Op ongeveer 225 meter naar het noordwesten van de voormalige locatie van de nieuwe groeve ligt de Oude Marendalgroeve, op ongeveer 350 meter naar het noordwesten liggen de Groeve de Tombe en de motte De Tombe en op ongeveer 530 meter naar het zuidwesten ligt de Duivelsgrot. Op ongeveer 50 meter naar het westen van waar ooit de groeve gelegen heeft, ligt de westelijke groevewand van de ENCI-groeve.

## Geschiedenis
De groeve werd door blokbrekers ontgonnen voor de winning van kalksteenblokken.
In 1816 werd de groeve reeds vermeld op de kaart Bory de St.Vincent.
In het begin van de 20e eeuw werd de groeve uitgebreid en werd er een nieuw gedeelte uitgebroken.
Tussen 1925 en 1935 verdween de Nieuwe Marendalgroeve samen met de Oude Marendalgroeve onder de stortberg van de ENCI-groeve. Deze stortberg was ontstaan omdat men voor de ontginning van de ENCI-groeve dekgronden bestaande uit zand en grind moest weggraven om bij de kalksteen te komen, waarbij men deze dekgronden ten westen van de ENCI-groeve dumpte. In 1938/1939 werd er op de voormalige stortberg het ENCI-bos aangeplant.
Eind 1994 verongelukte er bijna een medewerker van de ENCI, toen een deel van het dak van de groeve instortte en hij erdoorheen zakte.
De Nieuwe Marendalgroeve is volledig afgegraven en verdwenen, waarbij de kalksteen in de oven van de ENCI verdwenen is.

## Groeve
De groeve kenmerkte zich door gelijkmatig gebroken werkfronten en regelmatig gezaagde gangen.